# Ophthalmapseudes rhenanus
Ophthalmapseudes rhenanus är en kräftdjursart som först beskrevs av Eric Malzahn 1957.  Ophthalmapseudes rhenanus ingår i släktet Ophthalmapseudes och familjen Anthracocarididae. Inga underarter finns listade i Catalogue of Life.